# Erika Januza
Erika Januza da Trindade Gomes (Contagem, 7 de maio de 1985) é uma atriz e modelo brasileira. Iniciou sua carreira como atriz em 2012, protagonizando a minissérie Suburbia.

## Biografia e Carreira
Nascida e criada em Contagem, na Região Metropolitana de Belo Horizonte, Erika veio de uma família humilde. Quando tinha 19 anos seu pai faleceu, o que a deixou bastante deprimida. Durante o período, um de seus alívios foi o teatro, além da psicoterapia. 
Para ajudar no sustento do lar e pagar seu curso de teatro, trabalhou por três anos como secretária em uma escola particular de sua cidade natal.  Sempre elogiada por sua beleza, decidiu se inscrever em concursos de beleza, vencendo a maioria deles. Para conquistar seu espaço, enfrentou muitas dificuldades financeiras e preconceitos, e chegou a pensar em desistir de ser modelo e atriz. Erika chegou a sofrer preconceito racial durante um concurso de beleza: após ficar em segundo lugar, ouviu uma senhora aos berros, a chamar de "macaca horrorosa", o que a deixou muito abalada. 
Após fazer um vídeo contando sobre sua trajetória de vida e planos profissionais, realizou testes de atuação e participou de um concurso de beleza com mais de 2 mil candidatas, sendo vencedora de ambos. Assim, ganhou o papel da protagonista da minissérie Suburbia na Rede Globo em 2012.  Após receber a ligação do produtor de elenco da Globo, ficou muito emocionada, e viu sua vida mudar completamente. Com o apoiou de sua mãe, Erika foi morar sozinha no Rio de Janeiro. A minissérie fez sucesso e ganhou uma segunda temporada, porém foi cancelada por não ter como dar continuidade à história. Depois do trabalho, a atriz disse em entrevistas ter aprendido muito e crescido bastante como atriz e que graças a série, se apaixonou pelas artes cênicas e decidiu seguir a carreira artística.
Em sua primeira novela na Rede Globo, Em Família, teve um papel dramático e de destaque no horário nobre. Sua personagem, Alice, era obcecada em descobrir a identidade de seu pai, visto que é fruto de um estupro que sua mãe, Neidinha, sofreu.. Após a produção, em 2015, estreou na Marquês de Sapucaí vivendo Oxum na escola de samba carioca Império da Tijuca. Em dezembro do mesmo ano, foi homenageada durante o Rio 450 Anos de Carioquice Negra por sua história de vida e o destaque alcançado por sua carreira, tornando-se uma referência aos cidadãos 
No carnaval de 2016, novamente na Império, teve o importante papel de Chica da Silva, no desfile da escola de samba. . E ainda em 2016, interpretou a caiçara Julia na novela Sol Nascente, papel escrito especialmente para ela pela autor Walther Negrão.
Em outubro de 2017 voltou às novelas, em O Outro Lado do Paraíso onde interpretou outro papel de destaque, Raquel Oliveira,  juíza incorruptível, par romântico de Caio Paduan. A trama abordava a temática do racismo na ascensão social. No ano seguinte, esteve na Dança dos Famosos, na qual foi finalista.
Em 2019, foi escalada para Amor de Mãe, interpretando Marina, que sonha em se tornar uma célebre jogadora de tênis, porém enfrenta as lacunas sociais existentes na prática ainda elitizada desse esporte, além de estar em conflito com sua vida profissional e amorosa. A novela teve sua produção interrompida no inicio de 2020, em consequência da pandemia de COVID-19, e retomou as gravações em setembro do mesmo ano.
Também em 2020, estrelou a série da Globoplay, Arcanjo Renegado, como Sarah. No carnaval, estreou no posto de musa do Acadêmicos do Salgueiro. Na publicidade, se tornou embaixadora da Samsung no Brasil, e participou de ações publicitarias das grifes internacionais Dior e Louis Vuitton. Em 2021 atuou em Verdades Secretas II no papel de Laila, uma modelo que quer voltar a mídia, sendo esta sua segunda produção original no Globoplay. No mesmo ano, foi anunciada como rainha de bateria da Unidos do Viradouro no carnaval carioca, cargo que permaneceu por quatro anos até sua saída, em 2025. Ainda em 2025, assume a apresentação do Saia Justa, no canal GNT.

## Vida pessoal
Discreta em sua vida pessoal, não costuma falar muito sobre. Em 2012, foi especulado pela mídia que a atriz estaria vivendo um romance com o diretor Luiz Fernando Carvalho, que a descobriu em Suburbia, posteriormente negado pela atriz. Em 2015, começou um namoro com Eduardo Alves, goleiro do Batatais Futebol Clube, que terminou em 2017 de forma tranquila. No mesmo ano, iniciou um romance com o empresário Victor Evangelista, mas o namoro terminou em 2019, de forma amigável - a artista alegou em entrevistas que o motivo do término foi a distância, visto que estava com trabalho acumulado e sem tempo para ficar viajando constantemente como sempre fazia, pois seu ex-namorado vive no interior de Pernambuco. Em dezembro de 2020, assumiu publicamente o namoro com o artista plástico Juan Nakamura, filho da atriz e dançarina Carol Nakamura. O relacionamento terminou em janeiro de 2023. Meses depois, Erika assumiu o namoro com o produtor e roteirista José Júnior, fundador do AfroReggae. Os dois se conheceram durante as gravações da série Arcanjo Renegado. O relacionamento terminou em julho de 2025, quando já estavam noivos.
A atriz se declara uma católica devota.

## Filmografia

### Televisão
| Ano  | Trabalho                 | Personagem                      | Notas                      |
| ---- | ------------------------ | ------------------------------- | -------------------------- |
| 2012 | Suburbia                 | Conceição Nascimento (Suburbia) |                            |
| 2013 | Copa Hotel               | Kelly Madeira                   | Episódio: "Fotos & Flores" |
| 2014 | Em Família               | Alice Machado Proença Torres    |                            |
| 2015 | Saltibum                 | Participante (4º lugar)         | Temporada 2                |
| 2015 | Os Suburbanos            | Professora Rebeca               |                            |
| 2016 | Totalmente Demais        | Vanessa                         | Episódio: "5 de maio"      |
| 2016 | Sol Nascente             | Júlia Ferreira                  |                            |
| 2017 | O Outro Lado do Paraíso  | Raquel Custódio                 |                            |
| 2018 | Dança dos Famosos        | Participante (2º lugar)         | Temporada 15               |
| 2019 | Amor de Mãe              | Marina Castro                   |                            |
| 2020 | Arcanjo Renegado         | Sarah Afonso                    |                            |
| 2021 | Verdades Secretas II     | Laila Nolasco                   |                            |
| 2023 | The Masked Singer Brasil | Broco Lee (13º lugar)           | Temporada 3                |
| 2023 | A Magia de Aruna         | Latifa                          |                            |
| 2025 | Rainhas Além da Avenida  | Apresentadora                   |                            |
| 2025 | Saia Justa               | Apresentadora                   |                            |
| 2026 | Dona Beja                | Candinha da Serra               |                            |

### Cinema
| Ano  | Título                | Personagem     |
| ---- | --------------------- | -------------- |
| 2017 | O Filme da Minha Vida | Tita           |
| 2024 | Biônicos              | Helena Silva   |
| 2025 | D.P.A. 4 - O Filme    | Rainha Astúria |

## Teatro
| Ano  | Título                                       | Personagem/Nota             |
| ---- | -------------------------------------------- | --------------------------- |
| 2014 | Zezé Motta - O Musical                       | Zezé Motta                  |
| 2016 | Paixão de Cristo                             | Maria Madalena              |
| 2020 | Palácio Avenida - A Grande História do Natal | Apresentadora do Espetáculo |

## Prêmios e indicações
| Ano  | Prêmio                | Categoria                              | Nomeação             | Resultado |
| ---- | --------------------- | -------------------------------------- | -------------------- | --------- |
| 2018 | Prêmio Gshow          | A Crush do Ano                         | Ela mesma            | Indicada  |
| 2020 | Séries em Cena Awards | Melhor Atriz Nacional                  | Arcanjo Renegado     | Venceu    |
| 2021 | Prêmio Platino        | Melhor Interpretação Feminina em Série | Arcanjo Renegado     | Indicada  |
| 2021 | Prêmio Mundo Negro    | Melhor Atriz                           | Verdades Secretas II | Indicado  |
| 2021 | Prêmio Potências!     | Atriz do Ano                           | Verdades Secretas II | Indicada  |
| 2021 | Splash Awards         | Melhor Atuação                         | Amor de Mãe          | Indicado  |

## Ligações Externas
- Commons

- Erika Januza. no IMDb.
- Erika Januza no Instagram